# Sebastião do Couto
Sebastião do Couto, né en 1567 à Olivence et mort le 21 novembre 1639 à Borba, est un jésuite et théologien portugais.

## Biographie
Couto est un des principaux rédacteurs du célèbre Commentarii Conimbricenses. Couto est en fait l'auteur de la dialectique ainsi que du commentaire à l'Isagogè de Porphyre, qui paraît en 1606. Deux ans auparavant, une Logica furtiva préparatoire a déjà été publiée.

## Œuvres
- Collegium Conimbricense S.J. (Couto, Sebastião do, S.J.), Commentarii Collegii Conimbricensis e Societate Iesu in Universam Dialecticam Aristotelis Stagiritæ, Conimbricæ, ex Officina Didacis Gomez Loureyro, 1606